# Finland i olympiska sommarspelen 1936
Finland deltog med 108 deltagare vid de olympiska sommarspelen 1936 i Berlin. Totalt vann de sju guldmedaljer, sex silvermedaljer och sex bronsmedaljer.

## Medaljer

### Guld
- Sten Suvio - Boxning, weltervikt.
- Kustaa Pihlajamäki - Brottning, fristil, fjädervikt.
- Lauri Koskela - Brottning, grekisk-romersk stil, lättvikt.
- Gunnar Höckert - Friidrott, 5 000 meter.
- Ilmari Salminen - Friidrott, 10 000 meter.
- Volmari Iso-Hollo - Friidrott, 3000 meter hinder.
- Aleksanteri Saarvala - Gymnastik, räck.

### Silver
- Aarne Reini - Brottning, grekisk-romersk stil, fjädervikt.
- Lauri Lehtinen - Friidrott, 5 000 meter.
- Arvo Askola - Friidrott, 10 000 meter.
- Kaarlo Tuominen - Friidrott, 3000 meter hinder.
- Sulo Bärlund - Friidrott, kulstötning.
- Yrjö Nikkanen - Friidrott, spjutkastning .

### Brons
- Hermanni Pihlajamäki - Brottning, fristil, lättvikt.
- Hjalmar Nyström - Brottning, fristil, tungvikt.
- Eino Virtanen - Brottning, grekisk-romersk stil, weltervikt.
- Volmari Iso-Hollo - Friidrott, 10 000 meter.
- Kalervo Toivonen - Friidrott, spjutkastning.
- Mauri Nyberg-Noroma, Veikko Pakarinen, Aleksanteri Saarvala, Heikki Savolainen, Esa Seeste, Einari Teräsvirta, Eino Tukiainen och Martti Uosikkinen - Gymnastik, mångkamp.